# Winklarn (Niederösterreich)
Winklarn ist eine Gemeinde mit 1861 Einwohnern (Stand 1. Jänner 2025) im Bezirk Amstetten in Niederösterreich.

## Geografie
Winklarn liegt im Mostviertel in Niederösterreich im Tal der Ybbs. Diese fließt in einer Höhe von 270 Meter über dem Meer. Im Süden steigt das Gemeindegebiet im Espachwald auf bis zu 330 Meter an.
Die Fläche der Gemeinde umfasst 12,57 Quadratkilometer. Davon sind 70 Prozent landwirtschaftliche Nutzfläche, 18 Prozent der Fläche sind bewaldet.

### Gemeindegliederung
Die Gemeinde Winklarn besteht aus zwei Ortschaften bzw. gleichnamigen Katastralgemeinden (Einwohnerzahl Stand 1. Jänner 2025, Fläche Stand 31. Dezember 2023):
- Haag Dorf (473,21 ha, 354 Ew.)
- Winklarn (783,36 ha, 1507 Ew.)

Die beiden Katastralgemeinden bildeten bis zur Kommunalreform selbständige Gemeinden.

### Nachbargemeinden
|  | Amstetten                                   |
|  | Kompassrose, die auf Nachbargemeinden zeigt |
|  | Neuhofen an der Ybbs                        |

## Geschichte
Im Umkreis des Ortes gibt es zahlreiche ehemalige Hügelgräber aus der mittleren Bronzezeit und der römischen Kaiserzeit. Im Altertum war das Gebiet Teil der Provinz Noricum.
Urkundlich wurde Winklarn 837 in einer Schenkungsurkunde von König Ludwig an das Fürsterzbistum Salzburg erwähnt. 1972 erfolgte eine Vereinigung mit der Gemeinde Dorf Haag.

### Bevölkerungsentwicklung
| Winklarn: Einwohnerzahlen von 1869 bis 2025         | Winklarn: Einwohnerzahlen von 1869 bis 2025 | Winklarn: Einwohnerzahlen von 1869 bis 2025 | Winklarn: Einwohnerzahlen von 1869 bis 2025 | Winklarn: Einwohnerzahlen von 1869 bis 2025 |
| --------------------------------------------------- | ------------------------------------------- | ------------------------------------------- | ------------------------------------------- | ------------------------------------------- |
| Jahr                                                |                                             |                                             |                                             | Einwohner                                   |
| 1869                                                | 1869                                        |                                             | 566                                         | 566                                         |
| 1880                                                | 1880                                        |                                             | 650                                         | 650                                         |
| 1890                                                | 1890                                        |                                             | 720                                         | 720                                         |
| 1900                                                | 1900                                        |                                             | 795                                         | 795                                         |
| 1910                                                | 1910                                        |                                             | 784                                         | 784                                         |
| 1923                                                | 1923                                        |                                             | 862                                         | 862                                         |
| 1934                                                | 1934                                        |                                             | 935                                         | 935                                         |
| 1939                                                | 1939                                        |                                             | 958                                         | 958                                         |
| 1951                                                | 1951                                        |                                             | 967                                         | 967                                         |
| 1961                                                | 1961                                        |                                             | 998                                         | 998                                         |
| 1971                                                | 1971                                        |                                             | 1.238                                       | 1.238                                       |
| 1981                                                | 1981                                        |                                             | 1.295                                       | 1.295                                       |
| 1991                                                | 1991                                        |                                             | 1.347                                       | 1.347                                       |
| 2001                                                | 2001                                        |                                             | 1.436                                       | 1.436                                       |
| 2011                                                | 2011                                        |                                             | 1.547                                       | 1.547                                       |
| 2021                                                | 2021                                        |                                             | 1.837                                       | 1.837                                       |
| 2025                                                | 2025                                        |                                             | 1.861                                       | 1.861                                       |
| Quelle(n): Statistik Austria, Gebietsstand 1.1.2021 |                                             |                                             |                                             |                                             |

## Kultur und Sehenswürdigkeiten

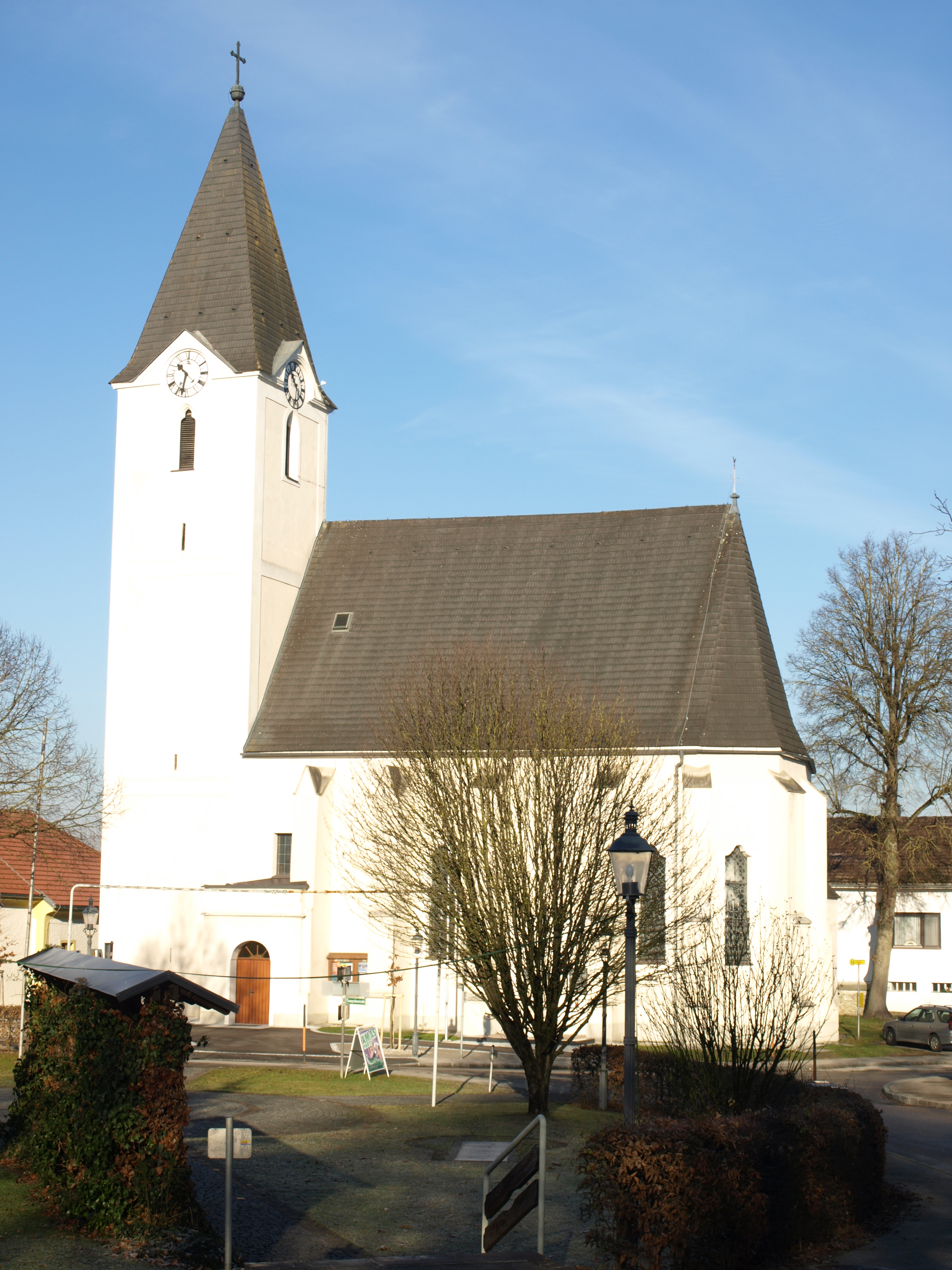
Pfarrkirche Winklarn

- Katholische Pfarrkirche Winklarn hl. Ruprecht

## Wirtschaft und Infrastruktur

### Wirtschaftssektoren
Von den 51 landwirtschaftlichen Betrieben des Jahres 2010 waren 27 Vollerwerbsbauern. Diese bewirtschafteten 71 Prozent der Flächen. Die wichtigsten Arbeitgeber des Produktionssektors waren die Bereiche Herstellung von Waren (34), Bauwirtschaft (28) und Bergbau (18 Erwerbstätige). Im Dienstleistungssektor arbeiteten 37 Menschen im Bereich soziale und öffentliche Dienste, 20 in freiberuflichen Dienstleistungen und 17 in Beherbergung und Gastronomie.
| Wirtschaftssektor            | Anzahl Betriebe | Anzahl Betriebe | Erwerbstätige | Erwerbstätige |
| Wirtschaftssektor            | 2011            | 2001            | 2011          | 2001          |
| ---------------------------- | --------------- | --------------- | ------------- | ------------- |
| Land- und Forstwirtschaft 1) | 51              | 69              | 55            | 60            |
| Produktion                   | 15              | 11              | 84            | 122           |
| Dienstleistung               | 79              | 26              | 103           | 64            |

1) Betriebe mit Fläche in den Jahren 2010 und 1999

### Öffentliche Einrichtungen
In Winklarn befindet sich ein Kindergarten und eine Volksschule.

## Politik

### Gemeinderat
Der Gemeinderat hat 19 Mitglieder.
- Mit den Gemeinderatswahlen in Niederösterreich 1990 hatte der Gemeinderat folgende Verteilung: 13 ÖVP und 6 SPÖ.
- Mit den Gemeinderatswahlen in Niederösterreich 1995 hatte der Gemeinderat folgende Verteilung: 13 ÖVP und 6 SPÖ.[10]
- Mit den Gemeinderatswahlen in Niederösterreich 2000 hatte der Gemeinderat folgende Verteilung: 15 ÖVP und 4 SPÖ.[11]
- Mit den Gemeinderatswahlen in Niederösterreich 2005 hatte der Gemeinderat folgende Verteilung: 14 ÖVP und 5 SPÖ.[12]
- Mit den Gemeinderatswahlen in Niederösterreich 2010 hatte der Gemeinderat folgende Verteilung: 14 ÖVP und 5 SPÖ.[13]
- Mit den Gemeinderatswahlen in Niederösterreich 2015 hatte der Gemeinderat folgende Verteilung: 14 ÖVP und 5 SPÖ.[14]
- Mit den Gemeinderatswahlen in Niederösterreich 2020 hatte der Gemeinderat folgende Verteilung: 15 ÖVP, 3 SPÖ und 1 FPÖ.[15]
- Mit den Gemeinderatswahlen in Niederösterreich 2025 hat der Gemeinderat folgende Verteilung: 12 ÖVP, 5 SPÖ und 2 FPÖ.[16]

### Bürgermeister
- 1995 bis 2018 Gernot Lechner (ÖVP)
- 2018 bis Juni 2024 Sabine Dorner-Leyerer (ÖVP)
- seit Juli 2024 Peter Ebner (ÖVP)

### Wappen
Der Gemeinde wurde 1978 folgendes Wappen verliehen: Ein grüner Schild belegt mit zwei übereinanderliegenden abgewendeten Sparren, der untere silber, der obere rot, die zwei im Schildfuß sich kreuzende goldene Ähren überdecken.

### Gemeindepartnerschaften
Seit dem Jahre 1974 hält die Gemeinde eine Partnerschaft mit der gleichnamigen Gemeinde Winklarn in der Oberpfalz, welche sich in gegenseitigen Besuchen und der Teilnahme an Festen und in vielen persönlichen Kontakten ausdrückt.

## Persönlichkeiten

### Ehrenbürger der Gemeinde
- 2018: Gernot Lechner, Altbürgermeister von Winklarn[19]

### Söhne und Töchter der Gemeinde
- Alfred Gundacker (1918–2001), Komponist, Musiker, Pädagoge